# Liste des communes de la région du Sud au Cameroun
Liste des communes de la région du Sud au Cameroun par départements : 29

## Dja-et-Lobo
Le département Dja-et-Lobo est découpé en 8 communes :
- Bengbis
- Djoum
- Meyomessala
- Meyomessi
- Mintom
- Oveng
- Sangmélima
- Zoétélé

## Mvila
Le département de la Mvila est découpé en 8 communes :
- Biwong-Bane
- Biwong-Bulu
- Ebolowa Ier
- Ebolowa IIe
- Efoulan
- Mengong
- Mvangan
- Ngoulemakong

## Océan
Le département de Océan est découpé en 9 communes :
- Akom II
- Bipindi
- Campo
- Kribi Ier
- Kribi IIe
- Lokoundjé
- Lolodorf
- Mvengue
- Niété

## Vallée-du-Ntem
Le département de la Vallée-du-Ntem est découpé en 4 communes :
- Ambam
- Kyé-Ossi
- Ma'an
- Olamze